# سه جوانمرد
سه جوانمرد فیلمی به کارگردانی و نویسندگی بهرام ری‌پور محصول سال ۱۳۴۶ است.

## خلاصه داستان
سه دوست دختری را که فریب خورده و از روی ناامیدی قصد خودکشی دارد...

## بازیگران
- منصور سپهرنیا
- فرانک میرقهاری
- گرشا رئوفی
- محمد متوسلانی
- ثریا بهشتی
- مارینا متر
- جهانگیر غفاری
- سارا
- ماروتیان
- علی زندی